# Aleiodes areolatus
Aleiodes areolatus är en stekelart som beskrevs av Fortier 2006. Aleiodes areolatus ingår i släktet Aleiodes och familjen bracksteklar. Inga underarter finns listade i Catalogue of Life.